# Acamar
Theta Eridani (θ Eridani, förkortat Theta Eri, θ Eri) som är stjärnans Bayerbeteckning, är en dubbelstjärna belägen i den södra delen av stjärnbilden Eridanus. Dess två komponenter betecknas θ1 Eridani, även benämnd Acamar, och θ2 Eridani. Den har en skenbar magnitud på 3,20 och är synlig för blotta ögat. Baserat på parallaxmätning inom Hipparcosuppdraget på ca 20,2 mas, beräknas den befinna sig på ett avstånd på ca 161 ljusår (ca 49 parsek) från solen.

## Nomenklatur
Theta Eridani har det traditionella namnet Acamar, som kommer från det arabiska آخر النهر som Ākhir an-nahr, som betyder "slutet av floden", via en romersk handskrift där det felaktigt skrivits "rn" som "m". År 2016 organiserade Internationella astronomiska unionen en arbetsgrupp för stjärnnamn (WGSN) med uppgift att katalogisera och standardisera riktiga namn för stjärnor. WGSN fastställde namnet Acamar för denna stjärna den 12 september 2016 och som nu är inskrivet i IAU:s Catalog of Star Names.
Begreppet Ākhir an-nahr eller Achr al Nahr fanns i stjärnkatalogen i kalendern Al Achsasi Al Mouakket och översattes till latin som Postrema Fluminis. Historiskt representerade Acamar slutet av stjärnbilden Eridanus. Denna avgränsning hålls nu av stjärnan Achernar, som delar samma arabiska etymologi. Achernar är inte synlig från de grekiska öarna (breddgraderna >33° Nord) och därmed valet av Acamar som flodens slut under tiden för Hipparchus och senare Ptolemy.

## Egenskaper
Primärstjärnan Theta1 Eridani är en blå till vit stjärna i huvudserien av spektralklass A4 V. Den har en massa som är ca 2,6 gånger större än solens massa, en radie som är ca 16 gånger större än solens och utsänder från dess fotosfär ca 145 gånger mera energi än solen vid en effektiv temperatur på ca 8 200 K.
Följeslagaren, θ2 Eridani, är av spektralklass A1 och med skenbar magnitud på +4,3. De två stjärnorna är separerade med 8,3 bågsekunder.